# 藝園

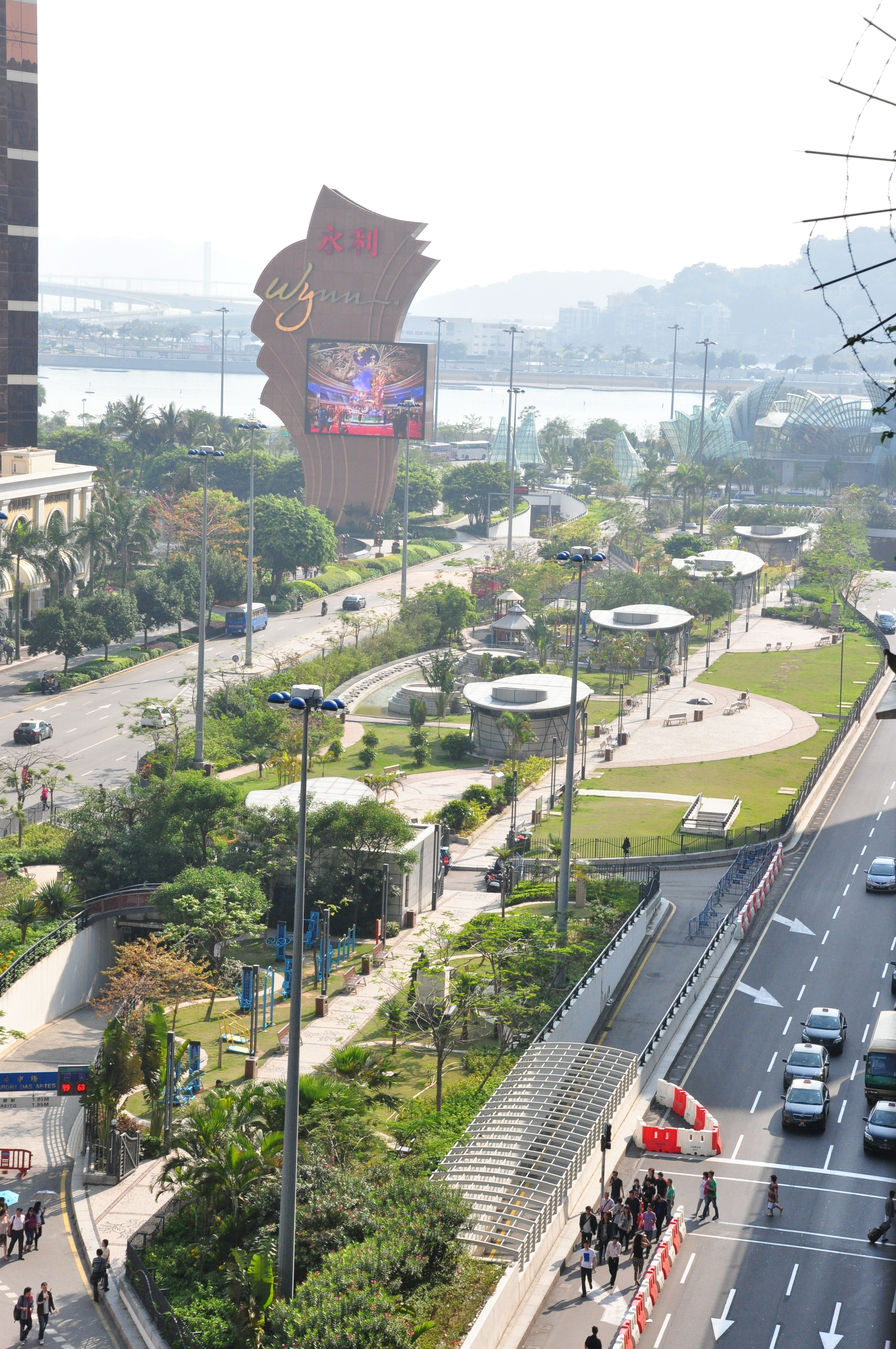
現在的藝園位於友誼大馬路和仙德麗街之間

藝園（葡萄牙語：Jardim das Artes），是位於澳門特別行政區新口岸的公園。藝園佔地約3.1萬平方公尺，形狀設計仿如帶狀。藝園的帶狀設計剛好成為一條縱橫軸線，與何賢公園和宋玉生公園形成十字的規劃綠化區。

## 歷史
藝園的原址為明渠，由冼星海大馬路至葡京酒店，最後流入南灣湖，由於對附近構成環境不美觀和有臭味的情況。政府有見及此，故將明渠改建為暗渠，並在其上堆沙填土、廣種植物、加設兒童遊樂場、噴水池和大型雕塑，於1999年12月9日開幕為多功能的開放式公園。這裡就是水體噴泉設施比較齊備的公園，如小廣場水柱噴泉及行人徑上的噴泉等都是其特色所在。公園與宋玉生公園及何賢公園組成一個具規劃性的綠化中心。
2006年由於城市發展需要，宋玉生廣場至亞馬喇前地一段的公園展開重整工程，並在公園地下建設兩層停車場。工程把原有的多個大型雕塑拆除，僅保留幾個名人銅像。2007年下半年重新對外開放。重整後公園被多條馬路分割成最少五個部份，而且公園入口對着繁忙的馬路，令使用公園人的比重建前大幅減少。

## 雕塑

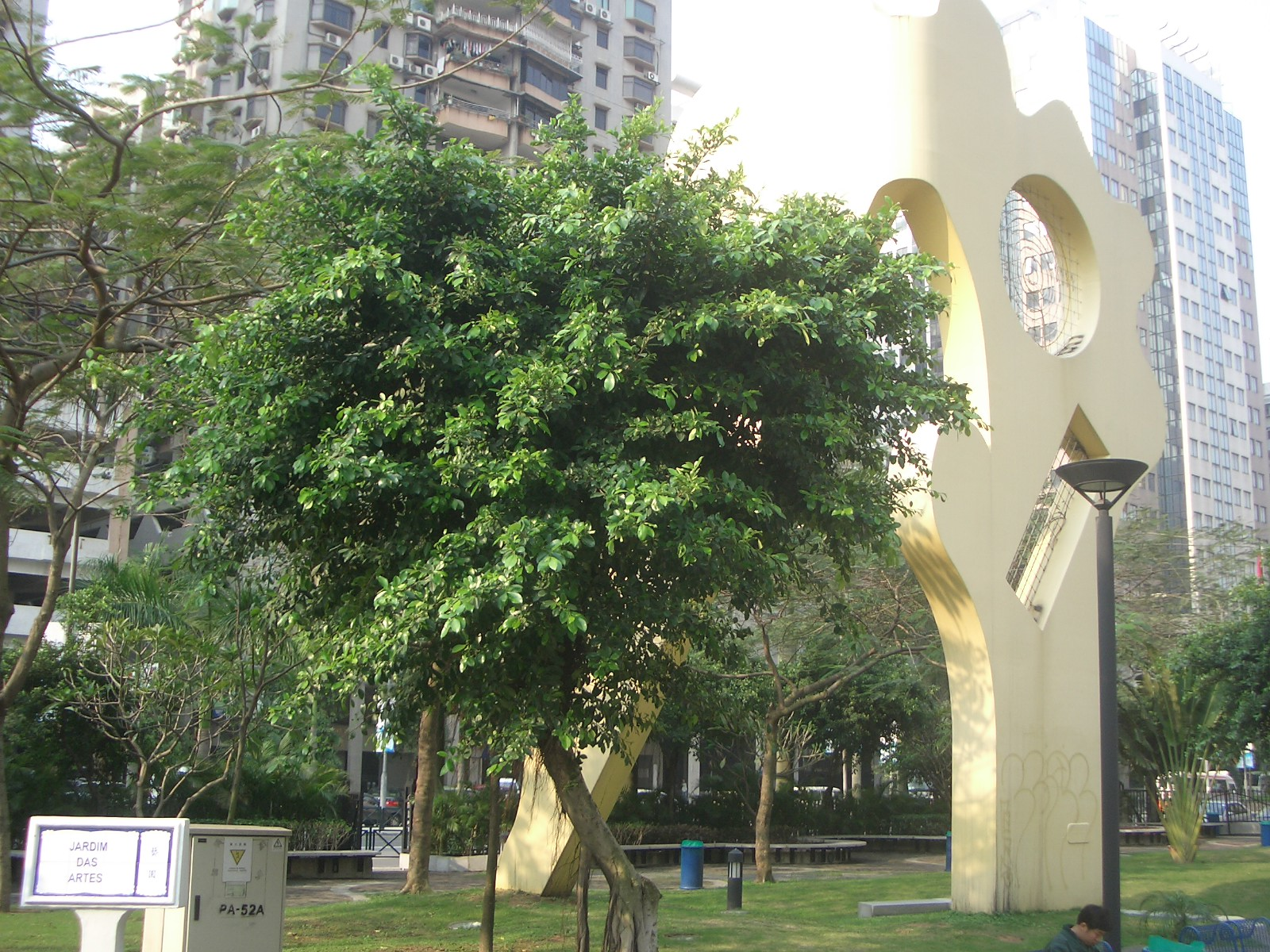
藝園改建前內一座大型的現代藝術雕塑

藝園是澳門擁有最多雕塑的公園，包括了七座大型的現代藝術雕塑以及多座澳門名人銅像雕塑。但公園重整後，園內的大型藝術雕塑已經只餘下一座，而名人銅像則保留下來。
園內的澳門名人銅像包括：
- 庇山耶與小狗阿米
- 鄭觀應
- 高美士
- 若瑟·山度士·飛利拉

- 重整後唯一保留的藝術雕塑
- 若瑟·山度士·飛利拉雕像
- 鄭觀應雕像

## 交通

### 公共巴士
M69 葡京酒店（Hotel Lisboa）
路線：3、3A、5X、6B、7、8、10、10B、12、23、32、102X、H1、N1B、N2
M159 總統酒店（Hotel Presidente）
路線：3A、8、12、23、65、102X、MT1、MT2、MT5、N1B
M263 仙德麗街（Rua Cidade de Sintra）
路線：3A、3AX、5X、7、8、12、23、39、102X、MT5、N1A、N2

## 資料來源
1. ↑  藝園簡介 （页面存档备份，存于） 民政總署